# PPAP (Pen-Pineapple-Apple-Pen)

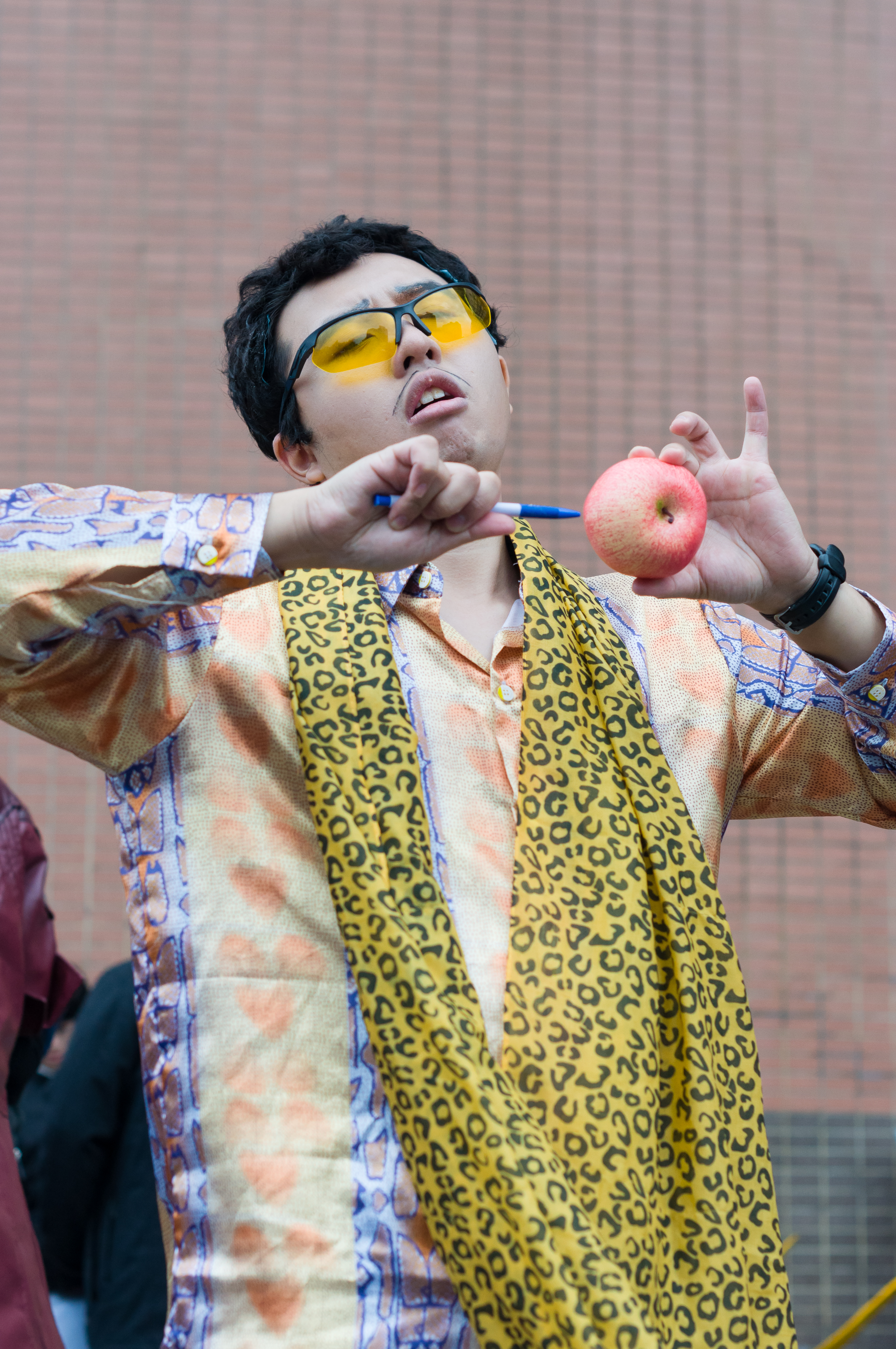
Cosplayer als Pikotaro

PPAP (Pen-Pineapple-Apple-Pen) (jap. ペンパイナッポーアッポーペン; Hepburn: Pen-painappō-appō-pen) ist ein Lied des japanischen Komikers und Singer-Songwriters Pikotaro (jap. ピコ太郎 Pikotarō; bürgerlicher Name: Kazuhito Kosaka (jap. 古坂和仁 Kosaka Kazuhito)). Als Musikvideo wurde es am 25. August 2016 auf YouTube veröffentlicht und wurde danach zu einem viralen Video. Ab dem 7. November 2016 wurde das offizielle Video mehr als 100 Millionen Mal angeschaut und wurde als der neue „Gangnam Style“ in verschiedenen Zeitungen und Online-Medien gefeiert. Die Single erreichte Platz 1 der Billboard Japan Hot 100 und wurde zur kürzesten Single der Billboard Hot 100 gekürt. Am Ende des Jahres 2016 erreichte der Song Platz 6 der Japan Hot 100 Jahrescharts.
PPAP wurde zusammen mit drei anderen Werken von Pikotaro am 7. Oktober 2016 über Avex Music Creative auf Internet-Vertriebsplattformen veröffentlicht. Eine Instrumentalversion des Songs wurde am 12. Oktober 2016 veröffentlicht.
Der Song wurde in der Tonart cis-Moll mit einem Viervierteltakt bei einem Tempo von 136 bpm geschrieben. Seine Vokalpartien reichen von F♯3 bis C♯5.

## Entstehungshintergrund
Der Text des Songs wurde als Parodie konzipiert und äußert sich negativ gegenüber der englischen Sprache und insbesondere des japanischen Englischunterrichts. Der verwendete Satz „I have a pen.“ ist in Japan als Standardsatz bekannt, den alle Grundschüler als ersten Übungssatz im Englischunterricht lernen, dort jedoch meist in der abgewandelten Form „This is a pen.“ Die folgenden Sätze im Text sind beide grammatikalisch falsch („I have a apple“ und „I have pineapple“), was nach einer Aussage des Autors Pikotaro die Veralberung verdeutlichen soll.

## Rezeption

### Virale Verbreitung
Einen Monat nach der Veröffentlichung des Songs erreichte dieser 1 Million Aufrufe. Am 27. September 2016 teilte der kanadische Sänger Justin Bieber das Video auf Twitter und betitelte es als „Lieblingsvideo im Internet“. Seitdem wurde das Video zu einem Viral, das durchschnittlich 1,5 Millionen Aufrufe am Tag erreichte und als das neue „Gangnam Style“ von verschiedenen Zeitungen und Online-Medien angepriesen wurde. Es wurde auch von anderen YouTubern verbreitet, die ihre eigene Version daraus kreierten (sog. Parodien). Bei den YouTube-Musikcharts erreicht das Video Platz 1 und konnte den Platz für drei Wochen in Folge halten.

## Charts
Der Song debütierte am 22. Oktober 2016 auf Platz vier der Japan Hot 100, einer Spezialauswertung des US-Magazins Billboard. In der Woche vom 14. November 2016 stand er an der Spitze dieser Charts.
Der Song debütierte in den offiziellen Hot 100 der Vereinigten Staaten auf Platz 77 und mit einer Dauer von 45 Sekunden wurde es als kürzester Song in der Geschichte der Charts gekürt. Der vorherige kürzeste Song war Little Boxes von The Womenfolk, der Platz 83 im Jahre 1964 erreichte und 1 Minute und 2 Sekunden dauerte. Dies wurde auch vom Guinness-Buch der Rekorde anerkannt. 2020 wurde der Rekord von Kid Cudi um 8 Sekunden unterboten.
Der Song erschien mehrmals in der US Billboard Hot 100, und zwar in der Woche des 26. November auf Platz 82 und auf Platz 93 in der Woche des 3. Dezember.

## Chartplatzierungen

### Wöchentliche Charts
| Charts (2016)        | Höchstplatzierung |
| -------------------- | ----------------- |
| US Billboard Hot 100 | 77                |